# Stepove, Nova Odesa
Stepove (în ucraineană Степове; în trecut, Kirovka, în ucraineană Кіровка) este un sat în comuna Novoșmidtivka din raionul Nova Odesa, regiunea Mîkolaiiv, Ucraina.

## Demografie
Componența lingvistică a localității Stepove
     Ucraineană (96,83%)
     Alte limbi (1,35%)
Conform recensământului din 2001, majoritatea populației localității Stepove era vorbitoare de ucraineană (96,83%), existând în minoritate și vorbitori de alte limbi.